# Tricheilostoma sundewalli
Tricheilostoma sundewalli — вид змій родини струнких сліпунів (Leptotyphlopidae). Мешкає в Центральній Африці. Вид названий на честь шведського зоолога Карла Якоба Сундеваля.

## Підвиди
Виділяють два підвиди:
- Tricheilostoma sundewalli sundewalli (Jan, 1862);
- Tricheilostoma sundewalli gestri (Boulenger, 1906).

## Поширення і екологія
Tricheilostoma sundewalli мешкають в Гані, Того, Нігерії, Камеруні, Екваторіальній Гвінеї і Центральноафриканській Республіці, можливо, також на півночі Республіки Конго.